# كهف سدرون
كهف سدرون (الإستونية: Cueva del Sidrón) هو عبارة عن نظام كهف كارستي غير كربوني يقع في بلدية بيلونيا في أشتورية، شمال غرب إسبانيا، حيث تم العثور علىفن صخري من العصر الحجري القديم وحفريات أكثر من اثني عشر إنسان نياندرتال. تم الإعلان عن «محمية طبيعية جزئية» في عام 1995، ويعمل الموقع أيضًا كملاذ لخمسة أنواع من الخفافيش وهو مكان لاكتشاف نوعين من الخنافس.

## وصلات خارجية
- More Cave news solociencia.com
- BiologyOnline.com نسخة محفوظة 3 مارس 2016 على موقع واي باك مشين.